# 中央军事委员会联合参谋部
中央军事委员会联合参谋部，通称中央军委联合参谋部，是中央军事委员会机关第一级职能部门，为全军作战指挥机关，位于北京市。

## 沿革
其前身为中国人民解放军总参谋部。2015年11月，在深化国防和军队改革中，撤销中国人民解放军总参谋部，改组成立中央军委联合参谋部。
中央军委联合参谋部主要以原总参谋部办公厅、总参谋部政治部、总参谋部作战部、总参谋部情报部、总参谋部警卫局等机构组建而成。联合参谋部主要履行作战筹划、指挥控制和作战指挥保障，研究拟制军事战略和军事需求，组织作战能力评估，组织指导联合训练、战备建设和日常战备工作等职能。
中央军委联合参谋部为正战区级编制，但其主官普遍高配一级，为中央军委委员，参谋长未进入军委领导班子之前，佩戴中央军委联合参谋部臂章，为编制的正战区级别，循例进入中央军委后，佩戴中央军委臂章，提升为军委委员级别。

## 机构设置
2015年改革后，中央军事委员会联合参谋部设置下列机构：

### 内设机构
- 办公厅
- 政治工作局
- 作战局
- 战略战役训练局
- 情报局
- 导航局
- 信息通信局
- 网络电子局
- 战场环境保障局
- 军事需求局
- 警卫局

### 直属单位
- 中国人民解放军第三〇五医院

## 历任领导
| 中央军委联合参谋部参谋长 1. 房峰辉 上将（2015年11月—2017年8月） 2. 李作成 陆军上将（2017年8月—2022年9月） 3. 刘振立 陆军上将（2023年3月-） 中央军委联合参谋部参谋长助理 - 陈 勇 中将（2015年11月—2018年3月） - 马宜明 中将（2015年11月—2017年1月） - 杨传松 少将（2017年6月—2018年） - 姜国平 海军少将（2017年6月—2019年6月） - 陈光军 少将（2017年6月—2021年3月） - 韩晓东 少将（2018年5月—2021年12月） | 中央军委联合参谋部副参谋长 - 孙建国 海军上将（2015年11月—2017年1月） - 戚建国 上将（2015年11月—2017年1月） - 乙晓光 空军上将（2015年11月—2017年8月） - 王建平 上将（2015年11月—2016年8月撤职） - 徐粉林 上将（2015年11月—2017年1月） - 王冠中 上将（2015年11月—2017年1月） - 马宜明 中将（2017年1月—2020年12月） - 邵元明 火箭军中将（2017年1月—2021年） - 常丁求 空军中将（2017年12月—2021年8月） - 李军 火箭军中将（2020年12月—2022年10月） - 吴亚男 中将（2020年12月—2022年1月） - 徐起零 上将（2021年8月—） - 景建峰 空军中将（2021年12月—） - 张振中 火箭军中将（2022年3月—） - 曹青锋 少将（2023年12月—） |

中央军委纪委监委驻军委联合参谋部纪检监察组组长